# Castianeira adhartali
Castianeira adhartali là một loài nhện trong họ Corinnidae.
Loài này thuộc chi Castianeira. Castianeira adhartali được Pawan U. Gajbe miêu tả năm 2003.